# Sophie Volland
Louise-Henriette Volland oder nur Sophie Volland (* 27. November 1716; † 22. Februar 1784) war eine französische aufgeklärte Intellektuelle.

## Leben und Wirken
Ihr Vater, Jean-Robert Volland († 1750), war ein Advokat am Parlement de Paris und Generalinspekteur der Pachtgüter seiner Majestät, Inspecteur général des fermes de Sa Majesté bzw. directeur des gabelles und ihre Mutter Élisabeth Françoise Brunel de la Carlière († 1772). Das Paar hatte einen Sohn, der früh starb (um das Jahr 1750), und drei Töchter: Marie-Jeanne Élisabeth (* 1715), Louise-Henriette und Marie-Charlotte Volland.
Die Mutter von Sophie soll eine ehemalige Geliebte von Ludwig XIV. gewesen sein; als der König ihrer überdrüssig war, wurde sie mit einer Apanage versehen, die es ihr erlaubte, Jean-Robert Volland zu heiraten.
Die Vollands lebten außer in Paris auch in einem Schloss auf Isle-sur-Marne mit einer sechs Hektar großen Parkanlage, welche unter Mitwirkung des Architekten André Le Nôtre gebaut worden war. Nach dem Tod des Vaters zog die Witwe Madame de la Carlière mit den Töchtern in eine Wohnung in Paris in die Rue des Augustins.
Sophie Vollands ältere Schwester Marie-Jeanne Élisabeth Volland war seit 1737 mit dem Finanzmann Pierre Vallet de Salignac († 1760) verheiratet und nannte sich nach dem Tode ihres Ehemannes Madame de Blacy. Ihre Tochter Mélanie de Salignac musste seit ihrem zweiten Lebensjahr mit einer Erblindung leben. Denis Diderot kannte Mélanie und deren Familie seit den Jahren 1760 bis 1763. Die Leidensgeschichte von Mélanie spiegelt sich auch in seinem Werk Brief über die Blinden zum Gebrauch für die Sehenden (1749) wider. Eine weitere Schwester, Marie-Charlotte Volland, war seit etwa 1749 mit dem Brückenbauingenieur Jean-Gabriel Legendre († 1770) verheiratet.
Sophies eigentlicher Vorname lautete also Louise-Henriette, aber entweder sie selbst oder ihr Geliebter und intellektueller Partner, der französische Philosoph Denis Diderot, gab ihr mit Sophie („Weisheit“) einen im 18. Jahrhundert, der Zeit der Aufklärung, sehr beliebten Namen. Diderot und Sophie Volland trafen sich u. a. auch im berühmten Café Procope in der damaligen Rue des Fossés Saint-Germain (heute n° 13 Rue de l’Ancienne Comédie).
Bekannt ist sie durch ihre Korrespondenz mit Diderot in den Jahren 1759 bis 1774. Der erste bekannte Brief von Diderot an Sophie konnte auf Donnerstag, den 10. Mai 1759 datiert werden. Denis Diderot schrieb an Sophie Volland, die er seit dem Jahre 1755 kannte, von 1759 bis 1774 über 550 Briefe, wovon 187 erhalten blieben. Man kann sie durchweg als enge Vertraute von Denis Diderot bezeichnen, so besuchte sie etwa im September 1759 mit ihm gemeinsam die Kunstausstellungen der Académie royale de peinture et de sculpture in der großen Galerie des Louvres, Grand Galerie des Louvre auch kurz als le Salon genannt. Beide tauschten über Jahre hinweg ihre vielfältigen ästhetischen und intellektuellen Impressionen und Reflexionen aus.
Als Sophie Vollands Mutter am 5. April 1772 starb, traf das nicht nur die Töchter; auch Denis Diderot war hierüber, so seine Briefe, in tiefer Trauer.
Von ihr selbst sind weder Briefe noch Porträts erhalten. Das einzige erhaltene, von ihr handschriftlich verfasste Dokument ist ihr Testament, in dem sie Diderot einen Ring und eine elfbändige, in rotes Maroquin-Leder gebundene Ausgabe der Essais von Michel de Montaigne vererbt.
Als sie Diderot kennenlernte, war Volland neununddreißig Jahre alt. Für ihn war sie das Gegenbild zu seiner aus seiner Sicht „zänkischen“ Ehefrau Anne-Toinette Champion und seiner mondänen Geliebten, Mme de Puisieux (1720–1798).
Sie lebte zu diesem Zeitpunkt in Paris in der Rue Vieux-Augustins zusammen mit ihrer Mutter, Schwester und ihrer Nichte Mélanie de Salignac. Ihre Wohnung lag in der Nähe des Palais Royal und unweit der Wohnung von Paul Henri Thiry d’Holbach in der Rue Royal Saint-Roch.
Er schätzte ihre Intelligenz, ihre Bildung und ihren Menschenverstand. Für eine Frau ihrer Zeit war sie sehr belesen und auch durch Diderot über die damaligen zeitgenössischen Autoren sehr gut informiert. Außerdem war sie für Diderot eine wichtige Vertraute, der er alles über seine Arbeit und sein Privatleben berichten und sie um Rat fragen konnte. Ein schwieriges Verhältnis hatte sie zu ihrer sehr dominanten Mutter, der Sophie häufig aufs Land nach Isles folgen musste, obwohl sie lieber in Paris gelebt hätte.
Diderots Briefe an Volland geben wertvolle Hinweise zu seinem Leben und Werk und gelten auch selbst als wichtiger Teil seines Werkes, während ihre Briefe nicht mehr auffindbar sind.